# 14 км (зупинний пункт, Луганська дирекція, Перевальський район)
14 км — пасажирський зупинний пункт Луганської дирекції Донецької залізниці на лінії Родакове — Дебальцеве.
Розташована між селищем Софіївка та с-ще Голубівка, Алчевський район, Луганської області, між станціями Мануїлівка (6 км) та Баронська (2 км).
Через військову агресію Росії на сході Україні транспортне сполучення припинене, водночас керівництво так званих ДНР та ЛНР заявляло про запуск електропоїзда сполученням Луганськ — Ясинувата, що підтверджує сайт Яндекс.